# Charles Bordes

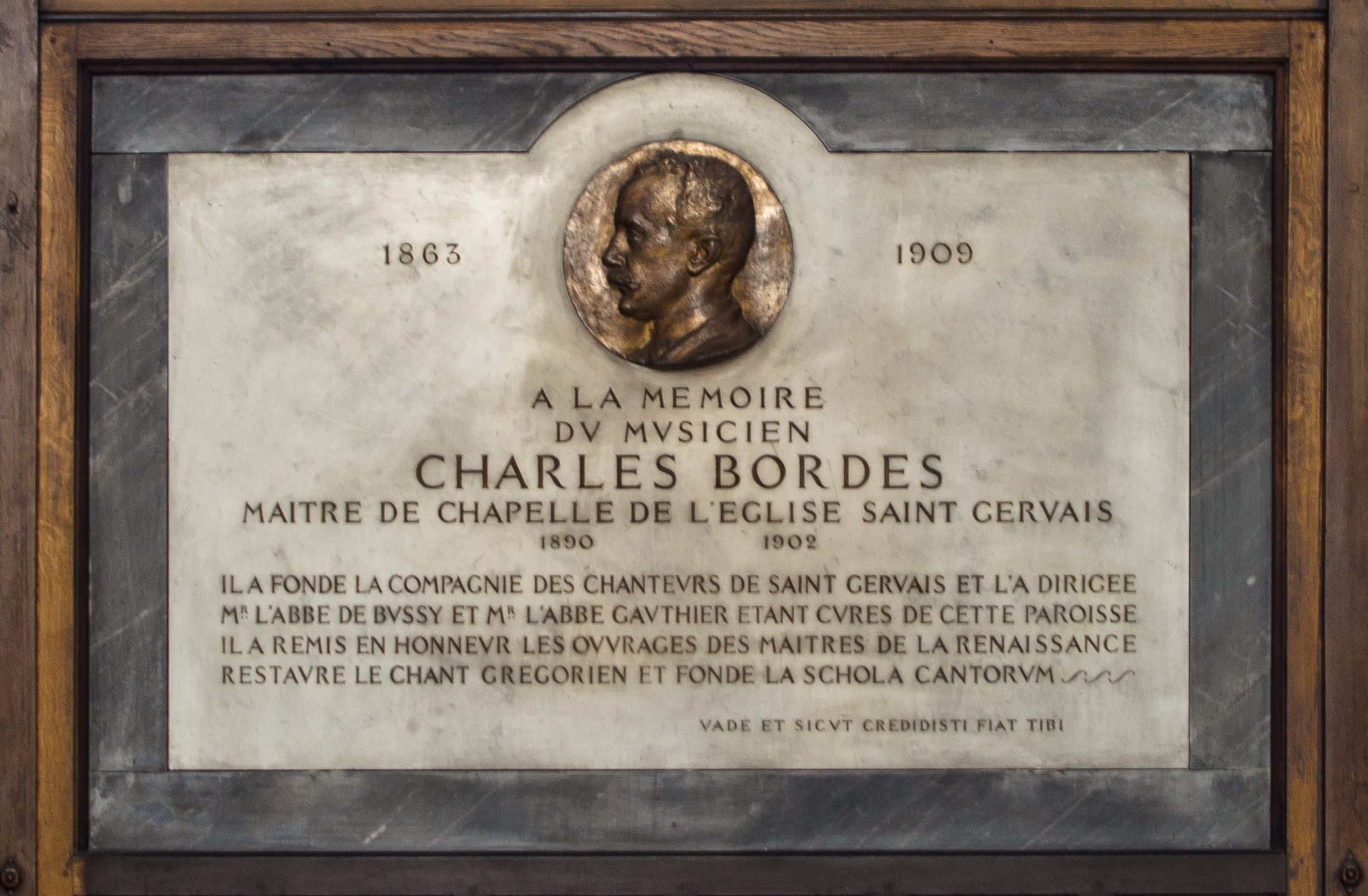
Herinneringsplaquette in de Église Saint-Gervais

Charles Bordes, voluit Anne-Marie Charles Bordes-Bonjean (Rochecorbon, 12 mei 1863 – Toulon, 8 november 1909) was een Franse componist, organist, muziekpedagoog en musicoloog.

## Leven en werk
Bordes, afkomstig uit het departement Indre-et-Loire, ging naar Parijs om piano te studeren bij Antoine François Marmontel en compositie bij César Franck. Van 1887 tot 1890 was hij organist en dirigent in Nogent-sur-Marne. Daarna was hij van 1890 tot 1902 'maître de chapelle' in de Église Saint-Gervais in Parijs, waar hij het Thierry/Clicquot-orgel van de Couperins bespeelde. Hij stichtte daar het zangkoor "Association des Chanteurs de Saint-Gervais", dat zich toelegde op het oude religieuze repertoire, inclusief de cantates van Johann Sebastian Bach. Hij droeg zijn ideeën uit in een maandblad La Tribune de Saint-Gervais, begon een muziekuitgeverij en publiceerde een gezaghebbende Anthologie des maîtres religieux. In 1892 organiseerde hij de 'heilige weken van Saint-Gervais', waarbij hij pionierswerk verrichtte door de mis te laten begeleiden door Italiaanse en Franse renaissancemuziek. Hij had veel invloed op de herleving van de oude muziek in de Katholieke Kerk in Frankrijk.
Samen met Vincent d'Indy en Camille Saint-Saëns ondernam Bordes vanaf 1895 een omvangrijk muziekwetenschappelijk werk: de uitgave van het complete compositorisch oeuvre van Jean-Philippe Rameau in achttien delen, waarmee zij een beslissende impuls gaven aan de wedergeboorte van de Franse barokmuziek. Het werk kwam gereed in 1918, maar Bordes leefde toen al niet meer.
Op 15 oktober 1896 werd door Bordes, D'Indy en Alexandre Guilmant de Schola Cantorum de Paris opgericht. Deze onderwijsinstelling moest een degelijke muziektheoretische opleiding bieden als alternatief voor het Conservatoire de Paris en was in de eerste jaren speciaal bedoeld voor de studie van kerkmuziek, met de nadruk op polyfonie en liturgische zang a capella, zoals de Gregoriaanse muziek. Door de Schola Cantorum ontstond nieuwe interesse in de vrijwel vergeten muziek van componisten als Palestrina, Josquin des Prez, De Victoria, Monteverdi, Rameau, Couperin en Lully.
In 1897 publiceerde Bordes in opdracht van de Franse overheid een etnomusicologische studie (Archives de la tradition basque), gewijd aan de volksmuziek van de Basken. Die interesseerde hem bijzonder en vormde ook een inspiratiebron voor zijn eigen composities.
In 1904 richtte Bordes met Victor Vreuls de in oude muziek gespecialiseerde concertorganisatie 'Caméra' op. Hij produceerde ook opvoeringen van opera's uit de barok, waaronder Rameaus Castor et Pollux.
Bordes bleef tot 1905 nauw betrokken bij de Schola Cantorum de Paris. Onzakelijke beslissingen die hij had genomen leidden tot een geldgebrek, zodat Vincent d'Indy zijn privévermogen moest aanspreken om de school overeind te houden. Bordes bleef daarna op afstand betrokken, maar hij verliet Parijs en vertrok naar Montpellier, waar hij een soortgelijke school oprichtte, nadat hij dat in 1899 al had gedaan in Avignon.
Charles Bordes overleed relatief vroeg in 1909.

## Familie
- Bordes' schoonzuster was de pianiste Marie-Léontine Bordes-Pène (1858-1924), onder meer bekend doordat zij in 1886 met Eugène Ysaÿe bij diens bruiloft in Arlon en later officieel in Brussel de première verzorgde van de Sonate voor viool en piano van César Franck. In datzelfde jaar was zij in Parijs ook de soliste bij de première van de aan haar opgedragen Symphonie sur un chant montagnard français (Symphonie cévenole) van Vincent d'Indy. In 1888 droeg Franck Prélude, aria et finale aan haar op. Ook van haar zwager Charles heeft ze vaak werk uitgevoerd. Jacques-Émile Blanche schilderde haar in 1889-1891. Aan haar solocarrière kwam al in 1890 een einde doordat ze verlamd raakte door een hersenbloeding, waarna ze een lespraktijk opbouwde in Rouen.
- Charles Bordes was de oom van Léonard Bordes (1898-1969), expressionistisch kunstschilder uit de School van Rouen en tevens professioneel cellist.

## Composities
Veel muziek die Bordes schreef is gebaseerd op Baskische volksmuziek, hetzij in de vorm van bewerkingen, of als originele composities waarin hij Baskische melodieën gebruikte. Naast een groot aantal liederen op gedichten van onder anderen Victor Hugo, Paul Verlaine (waaronder zijn bekendste lied Promenade matinale met orkest uit 1896), Maurice Bouchor, Léon Valade en Jean Lahor, koormuziek en pianowerken, componeerde hij een Suite basque op. 6 (1887) voor fluit, twee violen en cello, een Ouverture voor het Baskisch drama Errege Jan (1888), een Pastorale voor orkest (1888), een Rhapsodie basque op. 9 voor piano en orkest (1889), het 'drame lyrique' Les trois vagues op een eigen libretto (1890-1906) en een Divertissement voor trompet en orkest. Een deel van zijn werk werd door Pierre de Bréville postuum uitgegeven.